# Battaglia di San Carlos (1818)
La battaglia di San Carlos fu uno scontro armato combattuto tra il 31 marzo e il 3 aprile 1818 nell'ambito dell'invasione luso-brasiliana della Provincia Orientale nei pressi della località di San Carlos, oggi nella provincia di Corrientes, in Argentina. Una divisione dell'esercito del Regno Unito di Portogallo, Brasile e Algarve, che aveva invaso il territorio ad ovest fel fiume Uruguay sotto il comando del brigadiere Francisco das Chagas Santos, attaccò le milizie del territorio di Misiones, aiutate da quelle di Corrientes, guidate da Andrés Guazurary, popolarmente chiamato Andresito.
Dopo 4 giorni di furiosi combattimenti la vittoria andò all'esercito luso-brasiliano.

## Antefatti
Dopo essere stato sconfitto nella battaglia di Apóstoles del 2 luglio 1817, il brigadiere Francisco das Chagas Santos si era ritirato sulla spomda sinistra del fiume Uruguay in attesa di riorganizzare le sue truppe.  Nel frattempo il suo avversario Andrés Guazurary aveva rinforzato il suo esercito con numerosi elementi indigeni, desiderosi di vendetta per la distruzione dei loro villaggi.
Il 18 marzo 1818 Chagas decise di passare una terza volta il fiume e di dirigersi contro il villaggio di San Carlos con un corpo di spedizione superiore a quelli delle precedenti invasioni, composto da 800 uomini e 2 pezzi d'artiglieria.

## La battaglia
Il 31 marzo 1818 Chagas arrivò a San Carlos e attaccò; le forze che difendevano il villaggio, tra le quali erano presenti anche truppe arrivate dalla provincia di Corrientes e guidate dal tenente colonnello Serapio Rodríguez, si trincerarono presto nella chiesa e nel collegio, da dove risposero al fuoco dei luso-brasiliani. Questi riuscirono nella notte a incendiare parzialmente la chiesa.
Dopo tre giorni di assedio, il tenente colonnello portoghese Ferreira Braga il 2 aprile sconfisse il contingente di 300 cavalieri correntini che il capitano Aranda portava a San Carlos come rinforzi, e sul quale gli assediati avevano fatto affidamento. Il giorno successivo Chagas ordinò l'assalto finale alla chiesa e al collegio; quando la fanteria luso-brasiliana cominciò a demolire gli edifici, con il timore di venire arsi vivi si arresero 323 tra ufficiali e soldati di Guazurary. Il caudillo indigeno riuscì lo stesso giorno a rompere l'accerchiamento e a fuggire, mentre le sue truppe lasciarono sul campo un gran numero di morti e feriti.

## Conseguenze
Chagas fece distruggere il giorno stesso il villaggio di San Carlos, mentre il 7 aprile riservò la stessa sorte a quello di Apóstoles; eseguita l'operazione attraversò nuovamente l'Uruguay, tornando il 20 aprile nel suo quartier generale di São Borja.
Alcuni fuggitivi di San Carlos ripararono nel villaggio di San Javier; le autorità paraguaiane, timorose del possibile arrivo a poche leghe dai confini delle truppe luso-brasiliane come del contagio delle idee di Artigas, inviarono le loro truppe ad attaccare e distruggere la località. Andrés Artigas, invece, fu presto trascinato nei rivolgimenti interni alle Province Unite del Río de la Plata, occupandosi con successo di restituire il governatorato della provincia di Corrientes all'alleato federalista Juan Bautista Méndez.
Nell'aprile dell'anno successivo il caudillo indigeno attraversò il fiume Uruguay con lo scopo di cogliere di sorpresa Chagas; dopo i primi successi iniziali fu alla fine sconfitto e fatto prigioniero da una pattuglia nemica.